# Temporada 1989-90 de la NBA
La temporada 1989-90 de la NBA fue la cuadragésimo cuarta en la historia de la liga. La temporada finalizó con Detroit Pistons como campeones tras ganar a Portland Trail Blazers por 4-1.

## Aspectos destacados
- Minnesota Timberwolves y Orlando Magic debutaron en la liga.
- El All-Star Game de la NBA de 1990 se disputó en el Miami Arena de Miami, Florida, con victoria del Este sobre el Oeste por 130-113. Magic Johnson, de Los Angeles Lakers, ganó el premio al MVP del partido a pesar de que su equipo salió derrotado.
- Charlotte Hornets fue ubicado en la División Medio Oeste de la Conferencia Oeste, mientras que al año siguiente sería trasladado a la División Central del Este. La liga colocó a los cuatro nuevos equipos en diferentes divisiones para repartirlos a lo largo de sus primeras temporadas.
- Fue la última temporada que la CBS retransmitió encuentros de la NBA, finalizando un periodo de 17 años. Fue reemplazada por la NBC.
- La NBA aprobó la regla de la FIBA y encargó relojes que registraran décimas de segundo en el minuto final de cada cuarto. Esta norma creó controversia durante la temporada debido a numerosos problemas de calibración del reloj en muchos pabellones; tras un partido el 15 de enero de 1990, entre New York Knicks y Chicago Bulls, donde Trent Tucker anotó un triple con el balón puesto en juego a falta de una décima de segundo, la NBA prohibió cualquier lanzamiento realizado cuando el balón se ponga en juego con menos de tres décimas de segundo para el final a no ser que se trate de un mate o un palmeo.
- Todos los equipos de Texas entraron en playoffs. Este hecho no se volvería a repetir hasta 2004.
- Fue la última temporada de los Lakers como mejor equipo del Oeste en temporada regular hasta el año 2000.
- Los Boston Celtics a pesar del regreso en la temporada de su gran estrella Larry Bird, sorpresivamente cayeron eliminados contra todo pronóstico en la primera ronda de los play off ante los New York Knicks.
- Fueron las primeras Finales desde 1979 sin Magic Johnson o Larry Bird

## Clasificaciones

### Conferencia Este
| Equipo             | V  | D  | %V   | P  |
| ------------------ | -- | -- | ---- | -- |
| Philadelphia 76ers | 53 | 29 | .646 | -  |
| Boston Celtics     | 52 | 30 | .634 | 1  |
| New York Knicks    | 45 | 37 | .549 | 8  |
| Washington Bullets | 31 | 51 | .378 | 22 |
| Miami Heat         | 18 | 64 | .220 | 35 |
| New Jersey Nets    | 17 | 65 | .207 | 36 |

| Equipo              | V  | D  | %V   | P  |
| ------------------- | -- | -- | ---- | -- |
| Detroit Pistons C   | 59 | 23 | .720 | -  |
| Chicago Bulls       | 55 | 27 | .671 | 4  |
| Milwaukee Bucks     | 44 | 38 | .537 | 15 |
| Cleveland Cavaliers | 42 | 40 | .512 | 17 |
| Indiana Pacers      | 42 | 40 | .512 | 17 |
| Atlanta Hawks       | 41 | 41 | .500 | 18 |
| Orlando Magic       | 18 | 64 | .220 | 41 |

### Conferencia Oeste
| Equipo                 | V  | D  | %V   | P  |
| ---------------------- | -- | -- | ---- | -- |
| San Antonio Spurs      | 56 | 26 | .683 | -  |
| Utah Jazz              | 55 | 27 | .671 | 1  |
| Dallas Mavericks       | 47 | 35 | .573 | 9  |
| Denver Nuggets         | 43 | 39 | .524 | 13 |
| Houston Rockets        | 41 | 41 | .500 | 15 |
| Minnesota Timberwolves | 22 | 60 | .268 | 34 |
| Charlotte Hornets      | 19 | 63 | .232 | 37 |

| Equipo                 | V  | D  | %V   | P  |
| ---------------------- | -- | -- | ---- | -- |
| Los Angeles Lakers     | 63 | 19 | .768 | -  |
| Portland Trail Blazers | 59 | 23 | .720 | 4  |
| Phoenix Suns           | 54 | 28 | .659 | 9  |
| Seattle SuperSonics    | 41 | 41 | .500 | 22 |
| Golden State Warriors  | 37 | 45 | .451 | 26 |
| Los Angeles Clippers   | 30 | 52 | .366 | 33 |
| Sacramento Kings       | 23 | 59 | .280 | 40 |

* V: Victorias
* D: Derrotas
* %V: Porcentaje de victorias
* P: Partidos de diferencia respecto a la primera posición
* C: Campeón

## Playoffs
|  | Primera Ronda     | Primera Ronda | Primera Ronda |   |               | Semifinales de Conferencia | Semifinales de Conferencia | Semifinales de Conferencia |  |    | Finales de Conferencia | Finales de Conferencia | Finales de Conferencia |  |    | Finales de la NBA | Finales de la NBA | Finales de la NBA |
|  |                   |               |               |   |               |                            |                            |                            |  |    |                        |                        |                        |  |    |                   |                   |                   |
|  | E1                | Detroit*      | 3             |   |               |                            |                            |                            |  |    |                        |                        |                        |  |    |                   |                   |                   |
|  | E8                | Indiana       | 0             |   |               |                            |                            |                            |  |    |                        |                        |                        |  |    |                   |                   |                   |
|  | E8                | Indiana       | 0             |   | E1            | Detroit*                   | 4                          |                            |  |    |                        |                        |                        |  |    |                   |                   |                   |
|  |                   |               |               |   | E1            | Detroit*                   | 4                          |                            |  |    |                        |                        |                        |  |    |                   |                   |                   |
|  |                   | E5            | New York      | 1 |               |                            |                            |                            |  |    |                        |                        |                        |  |    |                   |                   |                   |
|  | E4                | E5            | New York      | 1 | Boston        | 2                          |                            |                            |  |    |                        |                        |                        |  |    |                   |                   |                   |
|  | E4                |               |               |   | Boston        | 2                          |                            |                            |  |    |                        |                        |                        |  |    |                   |                   |                   |
|  | E5                | New York      | 3             |   |               |                            |                            |                            |  |    |                        |                        |                        |  |    |                   |                   |                   |
|  | E5                | New York      | 3             |   |               |                            |                            |                            |  | E1 | Detroit*               | 4                      |                        |  |    |                   |                   |                   |
|  | Conferencia Este  |               |               |   |               |                            |                            |                            |  | E1 | Detroit*               | 4                      |                        |  |    |                   |                   |                   |
|  |                   | E3            | Chicago       | 3 |               |                            |                            |                            |  |    |                        |                        |                        |  |    |                   |                   |                   |
|  | E3                | E3            | Chicago       | 3 | Chicago       | 3                          |                            |                            |  |    |                        |                        |                        |  |    |                   |                   |                   |
|  | E3                |               |               |   | Chicago       | 3                          |                            |                            |  |    |                        |                        |                        |  |    |                   |                   |                   |
|  | E6                | Milwaukee     | 1             |   |               |                            |                            |                            |  |    |                        |                        |                        |  |    |                   |                   |                   |
|  | E6                | Milwaukee     | 1             |   | E3            | Chicago                    | 4                          |                            |  |    |                        |                        |                        |  |    |                   |                   |                   |
|  |                   |               |               |   | E3            | Chicago                    | 4                          |                            |  |    |                        |                        |                        |  |    |                   |                   |                   |
|  |                   | E2            | Philadelphia* | 1 |               |                            |                            |                            |  |    |                        |                        |                        |  |    |                   |                   |                   |
|  | E2                | E2            | Philadelphia* | 1 | Philadelphia* | 3                          |                            |                            |  |    |                        |                        |                        |  |    |                   |                   |                   |
|  | E2                |               |               |   | Philadelphia* | 3                          |                            |                            |  |    |                        |                        |                        |  |    |                   |                   |                   |
|  | E7                | Cleveland     | 2             |   |               |                            |                            |                            |  |    |                        |                        |                        |  |    |                   |                   |                   |
|  | E7                | Cleveland     | 2             |   |               |                            |                            |                            |  |    |                        |                        |                        |  | E1 | Detroit*          | 4                 |                   |
|  |                   |               |               |   |               |                            |                            |                            |  |    |                        |                        |                        |  | E1 | Detroit*          | 4                 |                   |
|  |                   | O3            | Portland      | 1 |               |                            |                            |                            |  |    |                        |                        |                        |  |    |                   |                   |                   |
|  | O1                | O3            | Portland      | 1 | LA Lakers*    | 3                          |                            |                            |  |    |                        |                        |                        |  |    |                   |                   |                   |
|  | O1                |               |               |   | LA Lakers*    | 3                          |                            |                            |  |    |                        |                        |                        |  |    |                   |                   |                   |
|  | O8                | Houston       | 1             |   |               |                            |                            |                            |  |    |                        |                        |                        |  |    |                   |                   |                   |
|  | O8                | Houston       | 1             |   | O1            | LA Lakers*                 | 1                          |                            |  |    |                        |                        |                        |  |    |                   |                   |                   |
|  |                   |               |               |   | O1            | LA Lakers*                 | 1                          |                            |  |    |                        |                        |                        |  |    |                   |                   |                   |
|  |                   | O5            | Phoenix       | 4 |               |                            |                            |                            |  |    |                        |                        |                        |  |    |                   |                   |                   |
|  | O4                | O5            | Phoenix       | 4 | Utah          | 2                          |                            |                            |  |    |                        |                        |                        |  |    |                   |                   |                   |
|  | O4                |               |               |   | Utah          | 2                          |                            |                            |  |    |                        |                        |                        |  |    |                   |                   |                   |
|  | O5                | Phoenix       | 3             |   |               |                            |                            |                            |  |    |                        |                        |                        |  |    |                   |                   |                   |
|  | O5                | Phoenix       | 3             |   |               |                            |                            |                            |  | O5 | Phoenix                | 2                      |                        |  |    |                   |                   |                   |
|  | Conferencia Oeste |               |               |   |               |                            |                            |                            |  | O5 | Phoenix                | 2                      |                        |  |    |                   |                   |                   |
|  |                   | O3            | Portland      | 4 |               |                            |                            |                            |  |    |                        |                        |                        |  |    |                   |                   |                   |
|  | O3                | O3            | Portland      | 4 | Portland      | 3                          |                            |                            |  |    |                        |                        |                        |  |    |                   |                   |                   |
|  | O3                |               |               |   | Portland      | 3                          |                            |                            |  |    |                        |                        |                        |  |    |                   |                   |                   |
|  | O6                | Dallas        | 0             |   |               |                            |                            |                            |  |    |                        |                        |                        |  |    |                   |                   |                   |
|  | O6                | Dallas        | 0             |   | O3            | Portland                   | 4                          |                            |  |    |                        |                        |                        |  |    |                   |                   |                   |
|  |                   |               |               |   | O3            | Portland                   | 4                          |                            |  |    |                        |                        |                        |  |    |                   |                   |                   |
|  |                   | O2            | San Antonio*  | 3 |               |                            |                            |                            |  |    |                        |                        |                        |  |    |                   |                   |                   |
|  | O2                | O2            | San Antonio*  | 3 | San Antonio*  | 3                          |                            |                            |  |    |                        |                        |                        |  |    |                   |                   |                   |
|  | O2                |               |               |   | San Antonio*  | 3                          |                            |                            |  |    |                        |                        |                        |  |    |                   |                   |                   |
|  | O7                | Denver        | 0             |   |               |                            |                            |                            |  |    |                        |                        |                        |  |    |                   |                   |                   |

## Estadísticas
| Categoría                    | Jugador         | Equipo              | Estadísticas |
| ---------------------------- | --------------- | ------------------- | ------------ |
| Puntos por partido           | Michael Jordan  | Chicago Bulls       | 33.6         |
| Rebotes por partido          | Hakeem Olajuwon | Houston Rockets     | 14.0         |
| Asistencias por partido      | John Stockton   | Utah Jazz           | 14.5         |
| Robos por partido            | Michael Jordan  | Chicago Bulls       | 2.8          |
| Tapones por partido          | Hakeem Olajuwon | Houston Rockets     | 4.6          |
| Porcentaje de tiros de campo | Mark West       | Phoenix Suns        | 62.5         |
| Porcentaje de tiros libres   | Larry Bird      | Boston Celtics      | 93.0         |
| Porcentaje de tiros de tres  | Steve Kerr      | Cleveland Cavaliers | 50.7         |

## Premios
- MVP de la Temporada
  -  Magic Johnson (Los Angeles Lakers)
- Rookie del Año
  -  David Robinson (San Antonio Spurs)
- Mejor Defensor
  -  Dennis Rodman (Detroit Pistons)
- Mejor Sexto Hombre
  -  Ricky Pierce (Milwaukee Bucks)
- Jugador Más Mejorado
  -  Rony Seikaly (Miami Heat)
- Entrenador del Año
  -  Pat Riley (Los Angeles Lakers)

| - Primer Quinteto de la Temporada - A - Karl Malone, Utah Jazz - A - Charles Barkley, Philadelphia 76ers - P - Patrick Ewing, New York Knicks - B - Michael Jordan, Chicago Bulls - B - Magic Johnson, Los Angeles Lakers | - 2.º Mejor Quinteto de la Temporada - Tom Chambers, Phoenix Suns - Larry Bird, Boston Celtics - Hakeem Olajuwon, Houston Rockets - Kevin Johnson, Phoenix Suns - John Stockton, Utah Jazz | - 3er Mejor Quinteto de la Temporada - James Worthy, Los Angeles Lakers - Chris Mullin, Golden State Warriors - David Robinson, San Antonio Spurs - Clyde Drexler, Portland Trail Blazers - Joe Dumars, Detroit Pistons |

| - Primer Quinteto Defensivo - Dennis Rodman, Detroit Pistons - Buck Williams, Portland Trail Blazers - Hakeem Olajuwon, Houston Rockets - Joe Dumars, Detroit Pistons - Michael Jordan, Chicago Bulls | - 2.º Mejor Quinteto Defensivo - Kevin McHale, Boston Celtics - Rick Mahorn, Philadelphia 76ers - David Robinson, San Antonio Spurs - Derek Harper, Dallas Mavericks - Alvin Robertson, Milwaukee Bucks |

| - Mejor Quinteto de Rookies - Tim Hardaway, Golden State Warriors - Pooh Richardson, Minnesota Timberwolves - David Robinson, San Antonio Spurs - Sherman Douglas, Miami Heat - Vlade Divac, Los Angeles Lakers | - 2.ºMejor Quinteto de Rookies - Blue Edwards, Utah Jazz - Sean Elliott, San Antonio Spurs - Stacey King, Chicago Bulls - J.R. Reid, Charlotte Hornets - Glen Rice, Miami Heat |